# Chen Chi-Hsin
Detta är ett kinesiskt namn; familjenamnet är Chen.
Chen Chi-Hsin (förenklad kinesiska: 陈执信; traditionell kinesiska: 陳執信; pinyin: Chén Zhíxìn), född den 16 maj 1962 i länet Hualien på Taiwan, är en före detta basebollspelare som tog silver vid olympiska sommarspelen 1992 i Barcelona.